# 连翘叶黄芩
连翘叶黄芩（学名：Scutellaria hypericifolia）为唇形科黄芩属下的一个种。

## 扩展阅读
- 維基物種上的相關：连翘叶黄芩